# برگ‌بوی چاشنی
برگ‌بوی چاشنی (نام علمی: Lindera benzoin) نام یک گونه از سرده برگ‌بوهای چاشنی است.